# أندرسون ليما
أندرسون ليما (بالبرتغالية: Ânderson Lima‏) (18 مارس 1973 في ساو باولو في البرازيل – )؛ هو لاعب كرة قدم سابق كان يلعب كلاعب وسط.

## وصلات خارجية
- أندرسون ليما على موقع الاتحاد الدولي (مؤرشف)  (الإنجليزية)
- أندرسون ليما على موقع رابطة كرة القدم اليابانية للمحترفين (اليابانية)
- أندرسون ليما على موقع قاعدة بيانات كرة القدم.إي يو (الإنجليزية)
- أندرسون ليما على موقع Soccerway.com (الإنجليزية)
- أندرسون ليما على موقع عالم كرة القدم.نت (الإنجليزية)